# Ralide

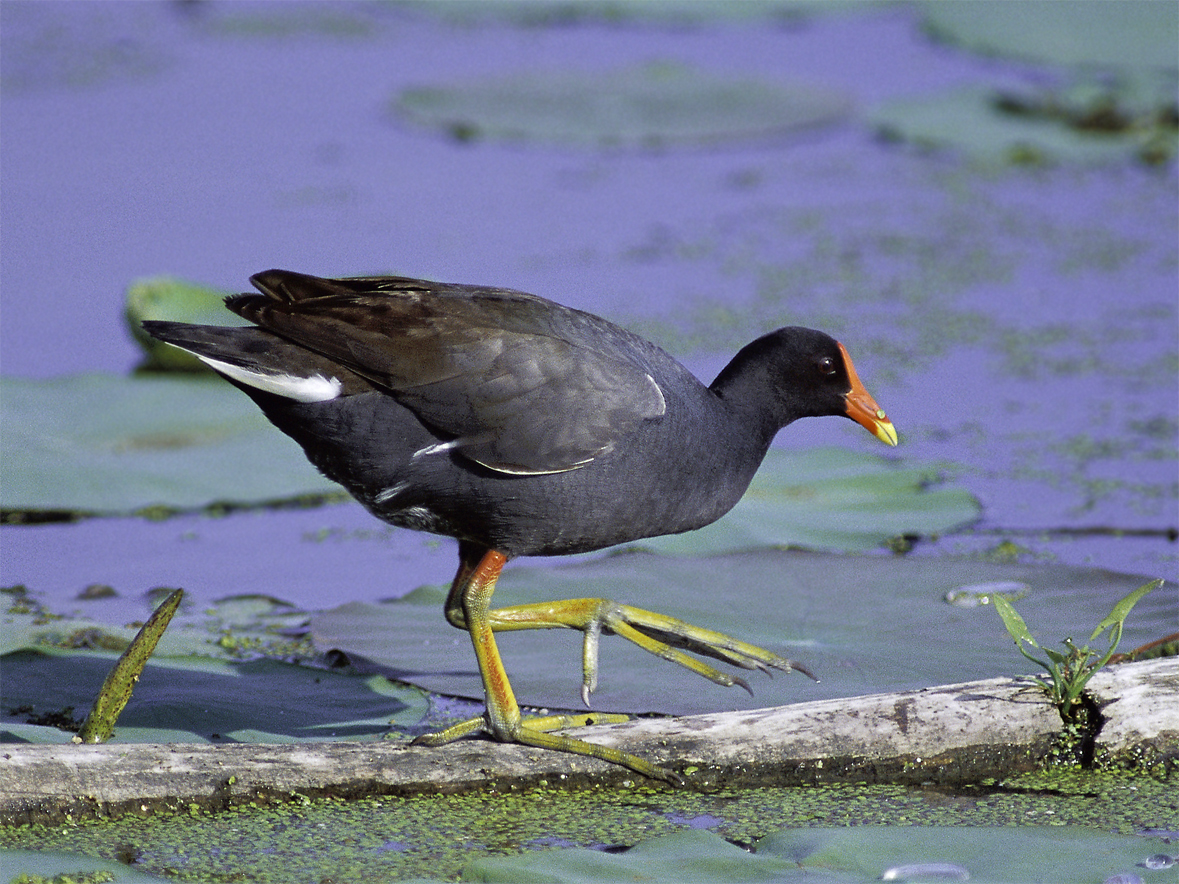
Gallinula chloropus

Ralidele sau cârsteii (Rallidae) este o familie de păsări terestre sau semiacvatice alergătoare de talie mică sau mijlocie, răspândite pe întreg globul pământesc. Au o lungime de 12 - 63 cm și o greutate de 20 g – 4 kg. Corpul lor este îngust, comprimat lateral, ciocul scurt și comprimat lateral, gâtul de lungime mijlocie, picioarele nu prea înalte, cu degetele relativ lungi și cu penaj întunecat. Aripile lor sunt scurte și rotunde, așa încât zborul lor este greoi și scurt. Trăiesc mai ales în locuri umede, prin stufărișurile luncilor, ale mlaștinilor și și mai rar prin tufele de pe câmpii sau pe apele stătătoare deschise. Cu toate că degetele lor nu sunt legate prin membrane înotătoare, cele mai multe specii de ralide pot înota și se pot scufunda în apă. Sunt păsări monogame. Cuibul bine ascuns și-l fac pe pământ în desișurile de vegetație. Ponta constă din 3-15 ouă pătate, pe care  le clocesc alternativ ambii părinți timp de 19-23 de zile. Puii sunt nidifugi, fiind acoperiți cu un puf negru des la ieșirea lor din ou. Speciile din regiunile tropicale sunt sedentare, iar cele din regiunile nordice sunt migratoare. Se hrănesc cu diferite nevertebrate, cu plante acvatice, mai rar cu semințe și bobițe. Fosile ralidelor datează din eocen. Familia include include circa 50 genuri și 130 specii. În România și Republica Moldova cuibăresc 7 specii: lișița, cristelul de câmp, găinușa de baltă, cârstelul de baltă, crestețul pestriț, crestețul cenușiu și crestețul mic.

## Caractere generale
Ralidele sunt păsări de talie mijlocie și mică (20 g - 3 kg), care trăiesc pe sol, în regiunile cu vegetație bogată unde se pot ascunde. Coloana vertebrală a păsărilor este foarte mobilă, ceea ce le permite să se strecoare prin vegetația deasă cu sol moale. Ele au o mărime a corpului între 12 și 63 cm. Cele mai mari specii trăiesc în Noua Zeelandă, aceste specii având aripile atrofiate și neputând zbura. Penajul ralidelor este în general de culoare brună, cenușiu cu alb, dar unele specii pot fi viu colorate. Nu există un dimorfism sexual accentuat, masculii fiind cu ceva mai mari decât femelele. Păsările au la picioare patru degete lungi adaptate la susținerea păsărilor pe terenuri mlăștinoase sau cu vegetații plutitoare. Ciocul are o formă specifică în funcție de modul de hrănire, păsările fiind în general carnivore, hrănindu-se cu animale acvatice mici.

## Răspândire
Ralidele sunt răspândite de la un pol la altul pe tot globul, fiind mai numeroase în regiunile tropicale și subtropicale din Africa și Asia. În Europa trăiesc în perioada clocitului 9 specii. Cele mai multe specii de lișițe trăiesc pe sol, în apropiere de apă, în regiuni mlăștinoase, evitând regiunile cu clima aridă. Fulica gigantea clocește, de exemplu, la altitudinea de 4000 m deasupra n.m., sau Crex crex din Asia Centrală clocește la 3000 m altitudine.

## Specii din România și Republica Moldova
În România și Republica Moldova trăiesc 7 specii de ralide, grupate în 5 genuri: Crex, Fulica, Gallinula, Porzana și Rallus: 
- Cristel de câmp (Crex crex)
- Lișiță (Fulica atra, subspecia Fulica atra atra)
- Găinușă de baltă (Gallinula chloropus, subspecia Gallinula chloropus chloropus)
- Cresteț pestriț (Porzana porzana)
- Cârstel de baltă (Rallus aquaticus, subspecia Rallus aquaticus aquaticus)
- Cresteț cenușiu (Porzana parva, sinonim Zapornia parva, subspecia Porzana parva parva)
- Cresteț mic sau cresteț pitic (Porzana pusilla, sinonim Zapornia pusilla, subspecia Porzana pusilla intermedia)

## Lista speciilor din România
| Denumirea științifică latină                                                                                    | Autorul taxonului | Denumirea română           | Categorie fenologică | Populația din România | Statutul IUCN              | Imaginea |
| Ordinul: Gruiformes                                                                                             |                   |                            | | |                            |          |
| Familia: Rallidae                                                                                               |                   |                            | | |                            |          |
| Crex crex | (Linnaeus, 1758)  | Cristel de câmp            | Oaspete de vară, cuibărește | 8.000-30.000 de perechi cuibăritoare | Neamenințată cu dispariția |          |
| Fulica atra (subspecia Fulica atra atra)                                                                        | Linnaeus, 1758    | Lișiță                     | Oaspete de vară, cuibărește. În iernile blânde, lișițele venite din nordul Europei se concentrează adesea pe litoral și în bălțile neînghețate | Vara 67.000-79.000 de perechi cuibăritoare, iar pe timpul iernii populația este cuprinsă între 80.000 și 140.000 de indivizi.              | Neamenințată cu dispariția |          |
| Gallinula chloropus (subspecia Gallinula chloropus chloropus)                                                   | (Linnaeus, 1758)  | Găinușă de baltă           | Oaspete de vară, cuibărește | 31.000-39.000 de perechi cuibăritoare | Neamenințată cu dispariția |          |
| Porzana porzana                                                                                                 | (Linnaeus, 1766)  | Cresteț pestriț            | Oaspete de vară, cuibărește | În România populația cuibăritoare a fost estimată în baza cântecelor masculilor și cuprinde între 500 și 3.150 de masculi                  | Neamenințată cu dispariția |          |
| Zapornia parva, sin. Porzana parva (subspecia Zapornia parva parva, sin. Porzana parva parva)                   | (Scopoli, 1769)   | Cresteț cenușiu            | Oaspete de vară, cuibărește | În România populația a fost estimată după numărul de masculi cântători, iar efectivele speciei sunt cuprinse între 900 și 6.000 de masculi | Neamenințată cu dispariția |          |
| Zapornia pusilla, sin. Porzana pusilla (subspecia Porzana pusilla intermedia, sin. Porzana pusilla intermedia)) | (Pallas, 1776)    | Cresteț mic, Cresteț pitic | Oaspete de vară, cuibărește | maximum 10 de perechi cuibăritoare | Neamenințată cu dispariția |          |
| Rallus aquaticus(subspecia Rallus aquaticus aquaticus))                                                         | (Linnaeus, 1758)  | Cârstel de baltă           | Oaspete de vară, cuibărește | 11.500-23.000 de perechi cuibăritoare | Neamenințată cu dispariția |          |